# Delfín Aguilera Cruz
Delfín Aguilera Cruz (Holguín, Cuba, fecha desconocida-Santiago de Cuba, el 24 de abril de 1869) fue un militar cubano del siglo XIX. 

## Biografía
Delfín Aguilera Cruz nació en la ciudad de Holguín, Cuba, en una fecha hasta hoy desconocida. 
Desde joven, se involucró en las conspiraciones independentistas que pretendían separar a Cuba de España. 
Finalmente, el 10 de octubre de 1868, todas éstas conspiraciones llevaron al Grito de Yara, el estallido de la Guerra de los Diez Años (1868-1878), primera guerra por la independencia de Cuba. 
En dicho contexto, Delfín Aguilera fue uno de los muchos holguineros que se levantaron en armas contra las autoridades coloniales españolas en la isla. 
Participó en el asalto a su ciudad natal, en los meses finales de 1868, el cual terminó en retirada para los cubanos, obligados a esto por la llegada de refuerzos enemigos. 
Pronto, fue nombrado General de Brigada (Brigadier) del Ejército Libertador cubano. Si bien es cierto que su nombre no aparece en el escalafón de dicho ejército. 
Sin embargo, fue capturado por el enemigo y conducido a la importante ciudad de Santiago de Cuba. En dicha ciudad, fue fusilado, el 24 de abril de 1869. Su hermano José Justo también fue fusilado por el enemigo ese mismo mes, pero en Holguín.